# Anotylus insecatus
Anotylus insecatus es una especie de escarabajo perteneciente al género Anotylus, de la familia Staphylinidae, orden Coleoptera. Fue descrita por Johann Ludwig Christian Gravenhorst en 1806.

## Descripción
Mide aproximadamente 4,5 mm de longitud.

## Distribución
Se distribuye por varios países de Europa: Chequia (Bohemia, Moravia) y Eslovaquia. Registrado también en América del Norte: Canadá.